# شعبه الشاطر (حبيش)

تعديل مصدري - تعديل

شعبه الشاطر محلة تابعة لقرية الريسة، التابعة لعزلة بني معين بمديرية حبيش إحدى مديريات محافظة إب في الجمهورية اليمنية، بلغ تعداد سكانها 26 حسب تعداد اليمن لعام 2004.